# Choc mécanique

Loi de mouvement présentant deux chocs : un choc de démarrage et un choc de freinage. La courbe de position n'est pas dérivable, la courbe de vitesse présente des discontinuités, et la courbe d'accélération des pics de Dirac.

Pour les articles homonymes, voir Choc.

Un solide est modélisé par deux corps rigides reliés par un ressort. Initialement, le champ de vitesse est uniforme (image du haut).
Une collision sur la partie gauche (image du bas) crée une discontinuité temporelle de la vitesse globale, mais aussi une discontinuité spatiale du champ de vitesse (inertie de la partie droite) générant une onde de choc.

Onde de compression résultant d'un choc.

Il y a choc mécanique lorsque le vecteur vitesse présente une brusque variation et que cela crée des régimes transitoires dans le système considéré. Cela correspond en général à la survenue d'une collision entre deux corps.
Dans le modèle du solide indéformable, cela correspond à une discontinuité du vecteur vitesse (fonction de Heaviside), qui entraîne une valeur infinie de l'accélération, sous la forme d'un dirac. En vertu du principe fondamental de la dynamique, un choc correspond également à un pic de Dirac (« infini ») de force ou de couple.
Dans la pratique, la variation de vitesse n'est pas instantanée ; par exemple, dans un accident entre deux voitures, on considère que la décélération dure environ 0,1 s. L'accélération, et donc la force ou le couple, prennent donc des valeurs finies mais potentiellement très importantes si les vitesses et inerties mises en jeu sont importantes. Cela peut causer des dommages matériels irréversibles (rupture de pièces), et des blessures pouvant entraîner la mort. Des chocs à faible vitesse et pour de faibles inerties ne posent en général pas de problème (par exemple jeu de billes).
Il faut distinguer le choc — discontinuité de vitesse — de l'à-coup — discontinuité de l'accélération (secousses).
Le choc élastique de deux objets est assez simple à décrire :
en effet, animés de leurs vitesses initiales à l’exclusion de toute autre force extérieure,
les deux objets échangent de la quantité de mouvement (= produit de la masse et de la vitesse), l’énergie cinétique (= ¹⁄₂ × masse × vitesse2) globale étant conservée. 
On parle de choc élastique (parfois improprement appelé choc dur), s’il n’y a aucune absorption d’énergie, et dans ce cas chaque masse repart avec une nouvelle vitesse, ou de choc inélastique (ou encore de choc mou), si les deux objets se lient au cours du choc pour ne plus former qu’un seul solide animé d’une nouvelle vitesse.
Au niveau des déformations subies par les corps entrant en collision, c'est sur l'énergie de déformation qu'il faut se fonder.
Les types de chocs sont très variés : collisions, percussions, chutes (lors des manutentions), ondes de choc (liées aux explosions ou aux séismes), etc.

## Mécanismes de choc
Les chocs correspondent la plupart du temps à une collision, mais ce n'est pas systématique. En effet, toute action mécanique changeant brutalement d'intensité est source de discontinuité d'accélération. Il peut s'agir par exemple :
- d'un champ électromagnétique apparaissant ou disparaissant (on ouvre ou on ferme le circuit d'alimentation d'une bobine) ;
- d'un contact avec un liquide, comme un amerrissage catastrophique ou d'un plat lors d'un plongeon ;
- d'une came présentant un angle vif : il y a déjà contact galet/came donc pas de collision à proprement parler, bien que l'on puisse considérer que le galet entre en collision avec la partie inclinée de la came ;
- de l'action d'un câble, comme une mise en route brutale d'un treuil, ou bien l'action du cordage retenant la chute d'un alpiniste ;
- du freinage d'urgence d'une machine : certaines machine mécaniques doivent s'arrêter en un temps très court (typiquement moins d'une seconde), la rapidité de réaction empêchant un dommage corporel ou son aggravation, par exemple dans le cas d'une personne qui serait happée par un mécanisme ; les pièces du mécanisme subissent alors un choc ;
- d'une brusque variation de pression ; par exemple, dans le cas du souffle d'une bombe, un corps (objet ou être vivant) est soumis à une brusque surpression du côté de l'explosion, tandis que la face opposée reste à pression atmosphérique, la différence des deux provoquant une force pouvant faire tomber ou propulser l'objet (blast secondaire) ; et lorsque le pic de pression passe sur l'objet, la différence entre la pression externe et la pression interne peut aussi provoquer des dégâts (blast primaire) ;
- d'une brusque variation de débit d'un fluide, comme l'ouverture ou la fermeture brutale d'un robinet ; on parle de coup de bélier.

Si le choc résulte d'une action de contact, alors les parties du corps loin de la zone de contact conservent leur vitesse initiale, selon le principe d'inertie. La zone de contact allant à une vitesse différente du reste du corps, nous sommes donc en présence d'une déformation localisée. Il en résulte la création d'une onde de compression qui va propager l'accélération jusqu'à ce que le corps soit de nouveau à l'équilibre, c'est-à-dire jusqu'à ce que tous les points aillent à la nouvelle vitesse.

## Dommages liés aux chocs
Il faut distinguer deux types de dommages : les dommages liés aux actions de contact, et les dommages liés à l'accélération.
Un choc étant une accélération brutale, il y a nécessairement une action mécanique brutale. Lorsqu'il s'agit d'une action de contact, alors cette action peut elle-même créer un dommage. Ce dommage est en grande partie lié à la pression de contact ; une manière de diminuer ce dommage consiste à augmenter la surface de contact.  C'est ainsi que l'on évite les angles vifs au profit de chanfreins ou d'arrondis ; les avants de voiture sont maintenant conçus pour avoir des formes arrondies pour diminuer les dommage aux piétons et deux-roues.
L'accélération crée un champ de forces dynamique qui peut créer des dommages. Par exemple, lors d'un accident de voiture, la brusque décélération peut provoquer des arrachements d'organes.

## Amortissement des chocs
L'amortissement d'un choc comprend en général deux parties :
- une partie élastique, qui a pour effet d'allonger la durée de transition entre les vitesses, et donc de diminuer la valeur de l'accélération ; 
on peut prendre comme exemple la chute sur un trampoline, la durée séparant le début du contact et l'annulation de la vitesse (position basse) est de l'ordre de 0,2 s, bien supérieure à la durée d'arrêt lorsque l'on saute sur un sol dur
- une partie dissipation d'énergie, qui a pour but d'éviter un effet de rebond ; 
il s'agit en général de phénomènes de frottements, souvent des  frottements fluides, de la viscosité, parfois des phénomènes de déformation irréversible : déformation plastique d'une pièce (cas par exemple de la déformation du châssis d'une voiture en cas de collision) ou rupture (cas par exemple de la mousse rigide d'un casque de deux-roues qui absorbe le choc en s'écrasant).

Par exemple, les cordages utilisés en escalade sont des cordes dites « dynamiques », s'allongeant de l'ordre de 20 % lors d'une chute, et donc diminuant la valeur d'accélération et ainsi les dommages au grimpeur. Les tapis destinés à la réception de chute dans les pratiques sportives (saut, gymnastique, tatami) sont un autre exemple d'amortissement élastique ; les tapis de mousse épais ont par ailleurs de la dissipation (passage de l'air dans les pores).
La compréhension des mécanismes de blessure au cours d'un accident a fait évoluer de manière importante les automobiles, dans un sens d'un meilleur amortissement. Ainsi, on est passé de véhicules très rigides, donc ayant un très faible amortissement, à des véhicules dont la tôle se « plie » au cours du choc pour dissiper l'énergie. Le pare-chocs, auparavant massif, est devenu une simple coque en plastique destinée plus à éviter les rayures et protéger les piétons. Lors d'un accident de voiture, la ceinture de sécurité a pour but d'éviter une collision entre la personne et l'habitacle (ou le sol en cas d'éjection). Les dommages sont alors limités aux effets de l'action de contact de la ceinture (traumatisme de ceinture : brûlures, fractures de cotes) et de la décélération (coup du lapin, arrachement internes d'organes, choc du cerveau contre la boîte crânienne) — tant que la déformation de la voiture reste modérée. Par ailleurs, la déformation plastique de la tôle et la déformation élastique de la ceinture diminuent l'accélération subie par le corps.
Les brusques variations de la route (nids de poule, cassis, dos d'âne) provoquent des chocs. Les pneus et suspensions permettent d'amortir ces chocs, à la fois pour le confort des passagers, mais surtout pour garder un bon contact avec la route. La partie élastique est assurée par la compression des pneus et des ressorts, la partie dissipative est assurée par les amortisseurs.
Les matériaux absorbeurs de chocs : Alphagel, Betagel.

## Comportement des matériaux solides au choc
Le comportement mécanique des matériaux solides dépend beaucoup de la température T et de la vitesse de déformation {\displaystyle {\dot {\varepsilon }}}. Selon le matériau et les conditions de choc, le matériau peut avoir un comportement ductile, viscoplastique ou fragile, avec des mode de dissipation de l'énergie différents :
- déformation élastique (dans tous les cas) : vibrations, bruits ;
- déformation plastique ou viscoplastique : déformation définitive et dégagement de chaleur ;
- rupture.

Lorsque la vitesse de déformation est très élevée, typiquement lorsque la vitesse relative des deux corps est importante, les matériaux passent en général dans le domaine fragile et le mode principal de dissipation est la rupture. On parle alors d'impact.